# Corylus colurnoides
Corylus colurnoides är en björkväxtart som beskrevs av Camillo Karl Schneider. Corylus colurnoides ingår i släktet hasslar, och familjen björkväxter. Inga underarter finns listade.